# 테리 키저
테리 카이저(Terry Kiser, 1939년 8월 1일 ~ )는 미국의 배우이다.
오마하에서 태어났다.

## 출연 작품
- 스피드 데몬스 (2012년)
- 에이리언 토네이도 (2012년) - 마이크 하디 역
- 마스크 메이커 (2010, Maskerade) - Mr. 피크 역
- 플라밍고 드림스 (2000년)
- 이혼: 현대의 서부 (1998년)
- 숲속의 전사 (1996년)
- 아워글래스 (1995년)
- 이상한 동물 가게 (1994년)
- 타미와 티렉스 (1994년)
- 베니의 주말 2 (1993년)
- 샷건 (1992년)
- 마네킨 2 (1991년) - 스프렛출 백작 역
- 청춘 보고서 (1990, Side Out)
- 베니의 주말 (1989년)
- 카멜레온 (1989년)
- 13일의 금요일 7 - 새로운 살인 (1988년)
- 더 오프스프링 (1987년)
- 6백만 달러의 사나이와 소머즈 (1987년)
- 스타플라이트 (1983년)
- 프라임 서스펙트 (1982년)
- 두 남자 (1982년)
- 사랑의 경주 (1982년)
- 복수의 화신 (1981년)
- 미인계 (1981년)
- 꿈꾸는 야생마 (1981년)
- 강철의 사나이 (1980년)
- 리치 키드 (1979년) - 랄프 해리스 역
- 레이첼 레이첼 (1968년)

### 텔레비전
- 시티 레인져 (1993년)
- 더 폴 가이 (1981년)